# Raimondo Scintu
Raimondo Scintu (Guasila, 24 settembre 1889 – Roma, 14 dicembre 1968) è stato un militare italiano, decorato di Medaglia d'oro al valor militare a vivente nel corso della prima guerra mondiale.

## Biografia
Nacque a Guasila, provincia di Cagliari, il 24 settembre 1889, figlio di Salvatore e Saveria Enis. Dopo aver adempiuto al servizio militare obbligatorio nel Regio Esercito, ritornò a fare il contadino. All'atto dell'entrata in guerra del Regno d'Italia, avvenuta il 24 maggio 1915, fu richiamato in servizio attivo, assegnato al  151º Reggimento fanteria della Brigata Sassari che raggiunse al fronte. Si distinse nei duri combattimenti sul Carso, a Bosco Cappuccio, sul Monte San Michele e sull'altopiano dei Sette Comuni. Il 10 giugno 1917, durante un duro combattimento sul Monte Zebio, come portaordini attraversò allo scoperto alcune zone battute da un forte fuoco di fucileria ed artiglieria, prendendo poi parte al combattimento insieme al fratello Giovanni. Conquistata una trincea nemica ritornò indietro trasportando sulle spalle uno zappatore italiano ferito, e poi riattraversò il terreno sotto il tiro nemico rientrando nella trincea appena occupata, mentre il capitano Emilio Lussu gli urlava Torna indietro che ti ammazzano!. nel corso del furibondo combattimento, si difese a colpi di moschetto e bombe a mano, catturando sette prigionieri, e quando a causa del contrattacco nemico, la trincea appena conquistata dovette essere abbandonata, riportò indietro i superstiti soldati italiani. Per questo venne decorato di una Medaglia d'argento al valor militare.
Il 16 settembre 1917, sull'altopiano della Bainsizza, partecipò all'occupazione di quota 878 dello Zgorevnice, in Valle Isonzo. Dapprima da solo penetrò nelle linee nemiche, e ritornò alle linee italiane con 5 prigionieri. Autorizzato dal suo maggiore, ritornò indietro seguito da una pattuglia di 7 soldati dell'11ª Compagnia, penetrando nelle trincee nemiche seguito da tre uomini, mentre gli altri quattro li coprivano. Riuscì con gli altri a catturare 50 soldati nemici che presto furono portati nelle linee italiane dai suoi commilitoni. Egli ritornò poco dopo, ferito al petto da un colpo di pistola dopo essere entrato in un rifugio dove si trovavano cinque ufficiali, uccidendoli tutti perché si erano rifiutati di arrendersi. Con Decreto Luogotenenziale del 22 novembre 1917 fu decorato con la Medaglia d'oro al valor militare a vivente. La Domenica del Corriere, tra l'estate e l'autunno del 1917 gli dedicò ben due copertine disegnate da Achille Beltrame.
Dopo la convalescenza per la ferita ad un polmone, fu promosso aiutante di battaglia nel mese di ottobre, inquadrato in una compagnia d'assalto del reggimento, si distinse nuovamente sul Monte Grappa, e nell'attacco al Col Rosso. Durante la battaglia del solstizio (giugno 1918), insieme al suo reparto si oppose ai movimenti degli austro-ungarici avanzando verso Fossalta e Capo D'Argine, attestandosi poi a Losson. Durante la battaglia di Vittorio Veneto oltrepassò col suo reparto il corso del Piave, occupò Conegliano, raggiungendo il tagliamento nella giornata del 3 novembre. Dopo la fine della guerra fu posto in congedo nel luglio 1919, e si trasferì a Roma dove nel 1926 fu assunto presso l'Azienda Tranvie del Comune. Andò in pensione nel 1950, e si spense nella Capitale nel 1968. La salma fu tumulata presso il Sacrario Militare nel Cimitero Monumentale del Verano.
Dopo la sua morte gli sono state intitolate una via di Roma e una del suo paese natale, Guasila. Raimondo (Mundicu) Scintu figura in romanzi dello scrittore Giulio Angioni, L'oro di Fraus e Il sale sulla ferita. Il 19 maggio 2011 la Giunta regionale della Sardegna, guidata da Ugo Cappellacci, ha intitolato al Maresciallo Scintu una delle due navi traghetto noleggiate dalla Saremar, la Scintu, mentre l'altra è stata dedicata ai Dimonios della Brigata Sassari.

### Annotazioni
1. ↑  La coppia ebbe sette figli, 4 maschi e tre femmine.

### Fonti
1. ↑  Carolei, Greganti, Modica 1968, p. 148.
2. 1 2 3 4 5  Combattenti Liberazione.
3. ↑  Coltrinari, Ramaccia 2018, p. 140.
4. 1 2 3  La Nuova Sardegna.
5. 1 2 3 4 5 6 7 8 9  Monteverde 2015, p. 3.
6. ↑  Coltrinari, Ramaccia 2018, p. 141.
7. ↑  Associazione Nazionale Brigata Sassari.
8. ↑  . Regione Sardegna, Caro traghetti: Cappellacci presenta la flotta sarda, su regione.sardegna.it, 19 maggio 2011. URL consultato il 23 maggio 2011.
9. ↑  Sito web del Quirinale: dettaglio decorato.